# ブルネイ料理

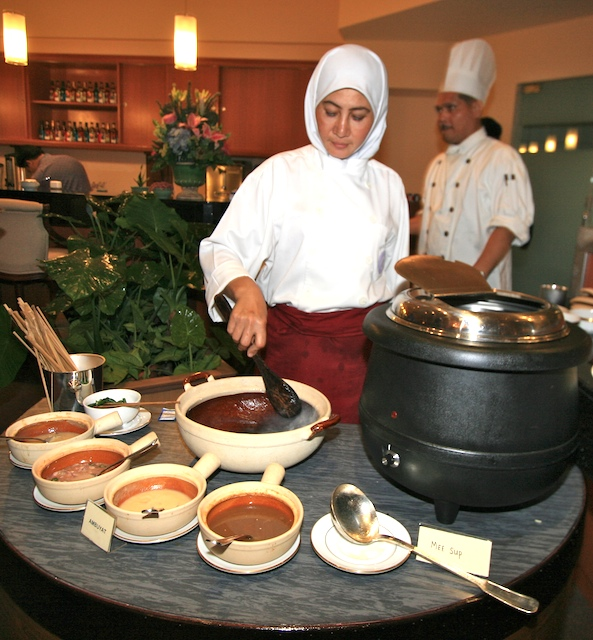
アンブヤット

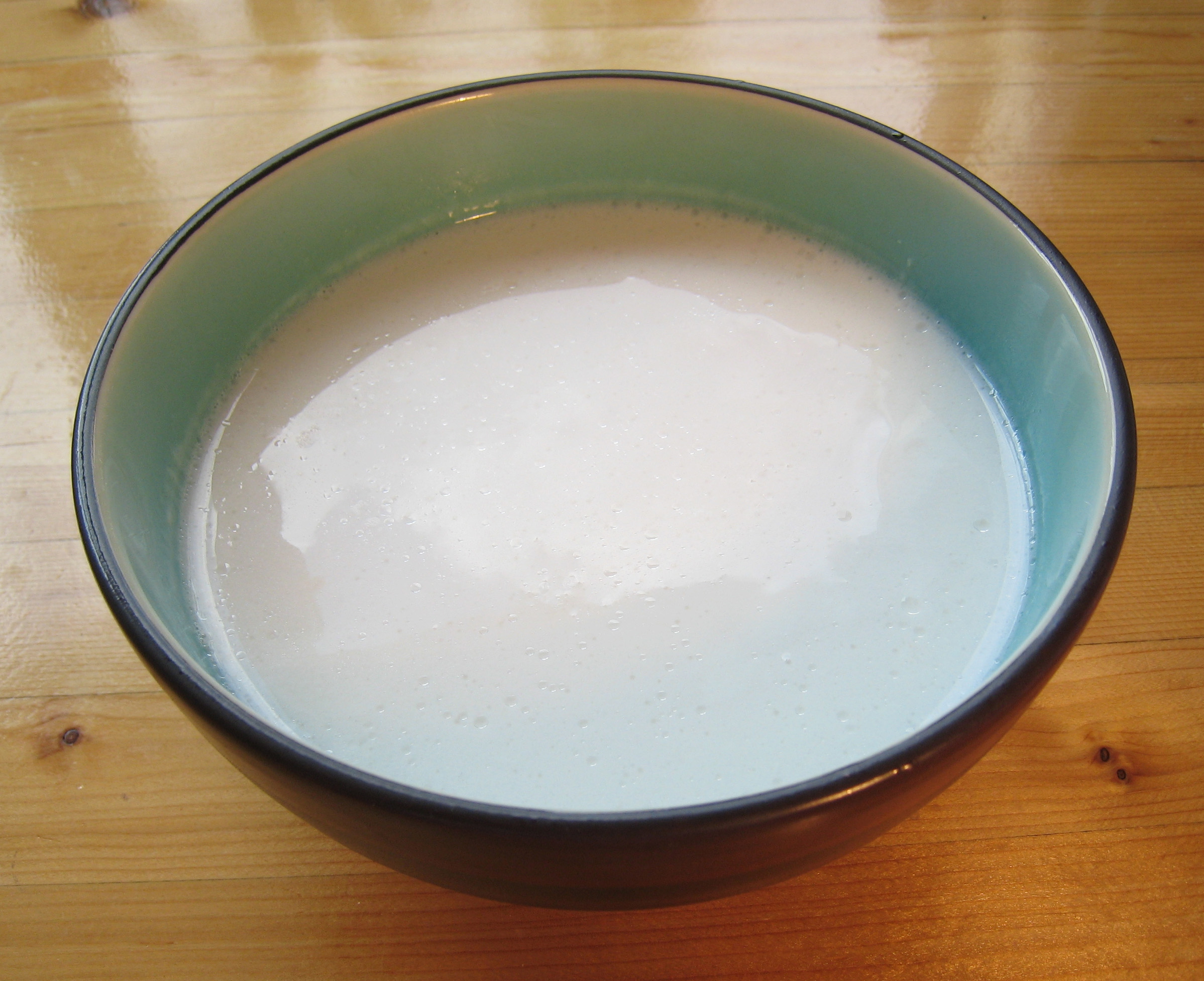
飲み物として使用されるココナッツミルク

ブルネイ料理（ブルネイりょうり、マレー語：Masakan Brunei）は、東南アジアの1国ブルネイの料理であり、マレーシア、シンガポール、インドネシアの料理と似ており、それらから強く影響を受けているもので、インド、中国、タイ、日本からの影響もある。その地域で一般的な魚や米、デンプン食品が多用される一方、牛肉は高価であることからあまり使われない。イスラム教の勢力地域であるため、食事はハラールで豚肉は避けられる。アルコールはブルネイでは禁止されている。地方では、野鳥やサンバー、ホエジカ（Muntjac）といった野生の動物を狩猟する。
ブルネイ料理はしばしば辛く、ご飯か麺とともに食べるのが一般的である。牛肉のルンダン、ナシレマッ、プテリナナス（puteri nanas）がブルネイの人気料理である。数少ないブルネイ独自の料理として、アンブヤットがあるが、これはサゴヤシのデンプンからなる粘りのある風味のない塊を竹製のフォークで絡め取り、酸味のある果物ソースに付けて食べる料理である。
一般的な飲み物はココナッツミルク、フルーツジュース、茶、コーヒーである。中国やインドなどの他の文化から持ち込まれた食文化もブルネイでは見られる。例えばムルタバは、インドとの交易によって東南アジアに伝わったとされる。